# Binger Inschrift
Die sogenannte Binger Inschrift (BI) oder „Diederih-Stein, Grabstein des Dietrich“ ist eine frühmittelalterliche althochdeutsche christliche Grabinschrift, die durch „Diederih“ gestiftet wurde. Der Grabstein wurde 1900 in Bingen gefunden und stammt aus der Zeit Ende des 10. Jahrhunderts (975–1000). Das Denkmal ist das einzige erhaltene volkssprachige epigraphische Zeugnis des Althochdeutschen und zählt als Realie zum Korpus der althochdeutschen Literatur.

## Auffindung und Beschreibung

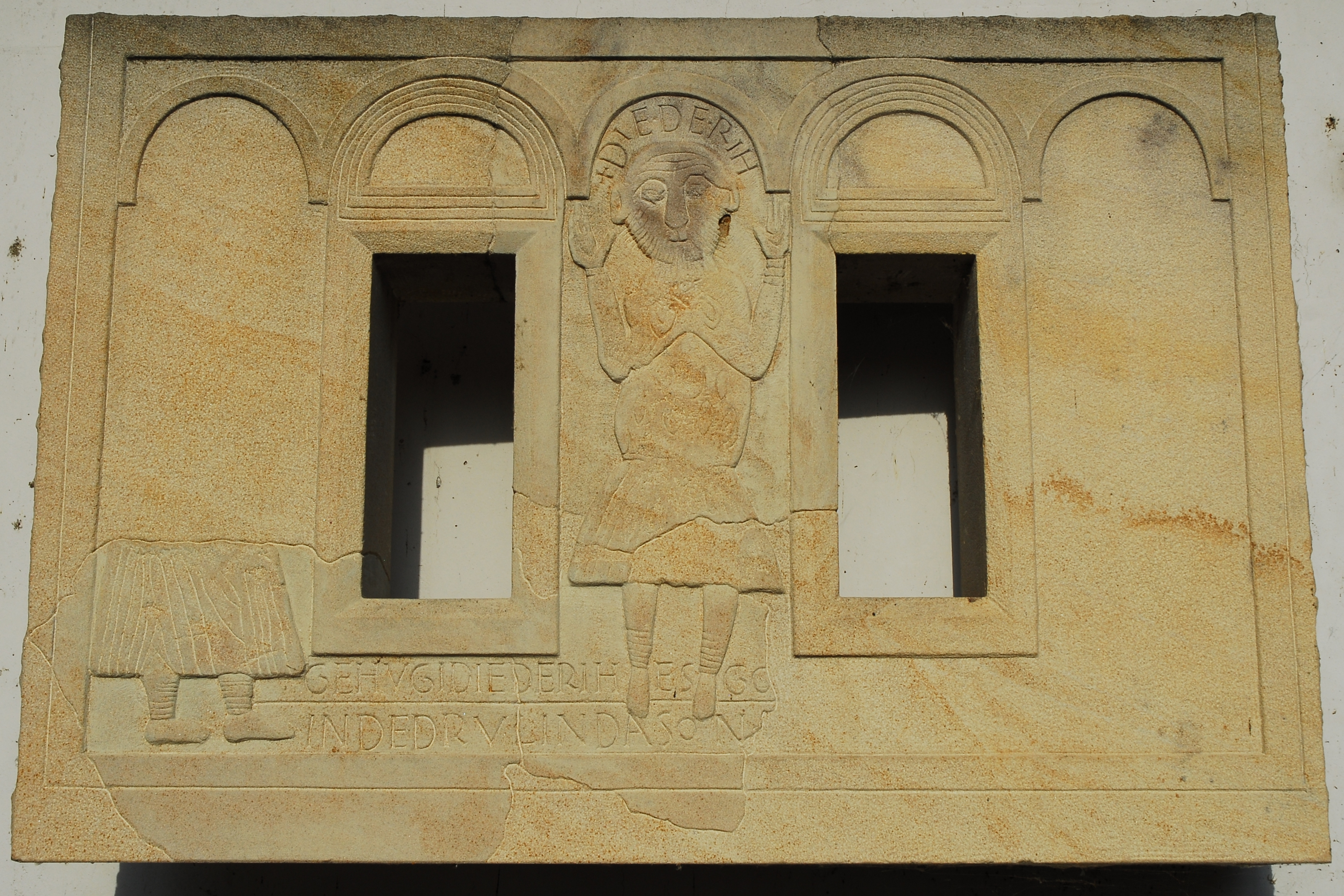
Nachbildung des Grabsteins und Inschrift

Bei den Abbrucharbeiten der Binger Domkellerei, neben Kirche und Friedhof von St. Martin, wurde der Stein mit figürlichen Darstellungen und der zweizeiligen Inschrift gefunden. Er ist heute in der mittelalterlichen Sammlung des Landesmuseums Mainz zu besichtigen (Signatur: Landesmuseum Mainz, Grabstein des Dietrich S. 3089). Der in drei Stücken erhaltene Stein aus grauem Sandstein gehörte zu einer Platte mit den rekonstruierten Maßen 64 X 93 X 11 cm. Die Fragmente erlauben eine relativ sichere Rekonstruktion der Platte.
Die figürlichen Reliefdarstellungen zeigen auf der Vorderseite rechts frontal einen bärtigen Mann, vermutlich ein Kleriker, in Gebetshaltung (Orantenhaltung) mit erhobenen (Unter)Armen. Er trägt eine Kappe und einen knielangen, um die Taille gegürteten Rock, der oberhalb des Gürtels spitzovale Muster zeigt. Auf der Brust sind zwei ovale Scheiben herausgearbeitet, die als mögliche Mantelschließen gedeutet werden. Die Unterschenkel sind mit langen Wadenriemen umwunden dargestellt. Über dem Kopf des „Klerikers“ ist sein Name bogenförmig (Fensterbogen) in Kapitalschrift (wie die eigentliche „Binger Inschrift“) angebracht; vorangestellt ist ein Kreuz, punktierte Worttrenner unterteilen die Silben, das R hat eine kurze Cauda:
+ DIE • D E • RIH •
Zu beiden Seiten der Figur sind die Ansätze zu je einem weiteren Fensterbogen sichtbar. Diese Reste lassen darauf schließen, dass diese Bögen jeweils zwei Fensteröffnungen von etwa 30 cm Höhe überspannten und dass der Stein symmetrisch fünfteilig ausgerichtet entworfen und gefertigt wurde. Im unteren Teil beziehungsweise Drittel findet sich die eigentliche Inschrift, linksseitig flankiert von den Resten einer (ebenfalls fenstergerahmten) weiblichen Figur, von der lediglich der Rocksaum und die gewickelten Füße erhalten sind. Eine weitere (männliche) Figur zur Rechten wird vermutet, beziehungsweise ist wahrscheinlich.
Auf der rohgelassenen und an den Seiten abgeschrägte Rückseite des Steins sind Falze an den Fenstern (möglicherweise zum Zweck eines Verschlusses mit Platten) angebracht. Ungefähr in Höhe der „Diederih“ Inschrift sind Reste von Buchstaben zu finden die am Ende einer Zeile stehen und entweder als LF GOT oder als EF COT lesbar sind. Vermutlich handelt es sich dabei nach Heinrich Tiefenbach um Proben des Steinmetz vor der Beschriftung der Vorderseite.

## Inschrift

Die Inschrift ist linksseitig erhalten und klar lesbar, jedoch rechtsseitig durch Abbruch gestört, und benötigt durch Konjekturen entsprechende Ergänzungen. Sie ist ohne Worttrennungen angebracht.

„GEHVGI DIEDERIHES·GO[] / INDE DRVLINDA·SON[]“

 Die Inschrift wird an den Lücken (Abbrüche der Zeilen) allgemein bei GO [ ] zum männlichen Vollnamen Godefrides emendiert und SON[ ] zu sones, letztere gilt als unbedenklich. Die Herstellung zu Godefridus ist jedoch eine beliebige Form, bereits Elias v. Steinmeyer hatte dazu bemerkt, dass jede (männliche) Form mit dem Glied Got- eingesetzt werden kann. Jacob Como († 1945), ein Binger Lokalhistoriker, hatte mit seinen Forschungen in den regionalen Urkundenbüchern des 10./11. Jahrhunderts zum Namen des Diederih einen Adeligen Thidrich ermittelt dessen Vater ein Gozzolf war. Die so ergänzte Inschrift lautet übersetzt: 

„Gedenke des Diederih, des Sohnes des Godefrides/Gozzolfes und der Drulinda.“

 Des Weiteren lässt sich die Inschrift rekonstruieren, indem in der Forschung die rückseitigen Steinmetzproben als die passenden fehlenden Elemente der Inschrift bewertet werden und aus der Lesart LF GOT ein „(HI)LF GOT“ ergänzt. Wolfgang Haubrichs liest, beziehungsweise überträgt daher mit Tiefenbach:

„Gedenke des Dietrich, des Sohnes des Gozzolf [?] und der Drulinda, ihm helfe Gott.“

 Bei den bildlichen Figuren neben der Inschrift handelt es sich daher wohl um die Eltern des Diderih die ihren verstorbenen Sohn die Gedenkinschrift gestiftet hatten. Es handelt sich also um eine Memorialinschrift, die den Leser zum Gebet für den Verstorbenen auffordert.
Die Datierung der Inschrift um das Jahr 1000 und somit die Herstellung des Steins, lässt sich anhand der Lautstände als spätalthochdeutsch in rheinfränkischen Dialekt gut darstellen. Der Lautstand zeigt bei Diederih und Diederihes die (althochdeutsche) Lautverschiebung zu h für germanisch k (siehe altnordisch Þiðrek, runisch ÞiúðríkR). Innerhalb des Kontinuums lässt sich eine dialektale räumliche Eingrenzung anhand der Medien durch die d-Schreibung darstellen. d steht hier für germanisch þ bei Diederih im Anlaut, sowie für germanisch d im Inlaut bei inde, Drulinda im Inlaut. Durch die zuzügliche Übereinstimmung der inschriftlichen Graphie G mit germanisch g weist für Tiefenbach der Befund in den mitteldeutschen Sprachraum. Weiter grenzt er ein, dass der Vokalstand der Flexive gehugi und Drulinda ins Althochdeutsche führt und der abgeschwächte Zwielaut (Diphthong) ie für sonstiges (älteres) io in die spätalthochdeutsche Phase. Dazu wertet er das Präfix ge- und den Auslaut bei inde, für sonstiges althochdeutsches inti, ebenfalls als Abschwächungsprodukte der späten Phase des Althochdeutschen. Auch bei son[es] wäre u statt o zu erwarten. Präzisierend weist Tiefenbach darauf hin, dass sich der Diphthong ie erst im 11. Jahrhundert durchgesetzt hat und die Genitivendung Drulinda im 11. Jahrhundert statt -a aus dem Dativ beherrschendes -o zu erwarten wäre. Dieser Gesamtbefund stützt die in der Forschung anerkannte Abfassungszeit sowie die sprachgeographische Zuordnung.